# العلاقات الإثيوبية الجنوب سودانية
العلاقات الإثيوبية الجنوب سودانية هي العلاقات الثنائية التي تجمع بين إثيوبيا وجنوب السودان.

## مقارنة بين البلدين
هذه مقارنة عامة ومرجعية للدولتين:
| وجه المقارنة                                              | إثيوبيا                        | جنوب السودان                  |
| --------------------------------------------------------- | ------------------------------ | ----------------------------- |
| المساحة (كم2)                                             | 1.10 مليون                     | 619.75 ألف                    |
| عدد السكان (نسمة)                                         | 104.96 مليون                   | 12.58 مليون                   |
| الكثافة السكانية (ن./كم²)                                 | 95.42                          | 20.3                          |
| العاصمة                                                   | أديس أبابا                     | جوبا                          |
| اللغة الرسمية                                             | اللغة الأمهرية                 | لغة إنجليزية                  |
| العملة                                                    | بير إثيوبي                     | جنيه جنوب سوداني، جنيه سوداني |
| الناتج المحلي الإجمالي (بليون دولار)                      | 80.56 مليار                    | 2.90 مليار                    |
| الناتج المحلي الإجمالي (تعادل القوة الشرائية) بليون دولار | 161.90 مليار                   | 22.88 مليار                   |
| الناتج المحلي الإجمالي الاسمي للفرد دولار أمريكي          | 619                            | 73                            |
| الناتج المحلي الإجمالي للفرد دولار أمريكي                 | 1.50 ألف                       | 2.02 ألف                      |
| مؤشر التنمية البشرية                                      | 0.442                          | 0.467                         |
| رمز المكالمات الدولي                                      | +251                           | +211                          |
| رمز الإنترنت                                              | .et                            | .ss                           |
| المنطقة الزمنية                                           | ت ع م+03:00، توقيت شرق أفريقيا | ت ع م+03:00                   |

## منظمات دولية مشتركة
يشترك البلدان في عضوية مجموعة من المنظمات الدولية، منها:
| علم المنظمة | اسم المنظمة                        | تاريخ انضمام إثيوبيا | تاريخ انضمام جنوب السودان |
| ----------- | ---------------------------------- | -------------------- | ------------------------- |
|             | الاتحاد البريدي العالمي            | ?                    | ?                         |
|             | مؤسسة التنمية الدولية              | 11 أبريل 1961        | 18 أبريل 2012             |
|             | الأمم المتحدة                      | 13 نوفمبر 1945       | 14 يوليو 2011             |
|             | الاتحاد الأفريقي                   | ?                    | ?                         |
|             | وكالة ضمان الاستثمار متعدد الأطراف | 13 أغسطس 1991        | 18 أبريل 2012             |
|             | منظمة الشرطة الجنائية الدولية      | ?                    | ?                         |
|             | مؤسسة التمويل الدولية              | 20 يوليو 1956        | 18 أبريل 2012             |
|             | البنك الدولي للإنشاء والتعمير      | 27 ديسمبر 1945       | 18 أبريل 2012             |
|             | الاتحاد الدولي للاتصالات           | 20 فبراير 1932       | 3 أكتوبر 2011             |
|             | البنك الإفريقي للتنمية             | ?                    | ?                         |
|             | يونسكو                             | 1 يوليو 1955         | 27 أكتوبر 2011            |

## وصلات خارجية
- موقع وزارة الخارجية الإثيوبية
- موقع وزارة الخارجية الجنوب سودانية